# Dynasty Cup 1995
La Dynasty Cup 1995 (1995 Dynasty Cup) fu la terza edizione della Dynasty Cup, competizione calcistica per nazione organizzata dalla EAFF. La competizione si svolse in Hong Kong dal 19 febbraio al 26 febbraio 1995 e vide la partecipazione di quattro squadre: Cina, Corea del Sud, Giappone, Hong Kong.

## Formula
- Qualificazioni

Nessuna fase di qualificazione. Le squadre sono qualificate direttamente alla fase finale.
- Fase finale

Girone unico - 4 squadre: giocano partite di sola andata. La prima e la seconda classificata si qualificano per la finale per il 1º posto; la terza e la quarta classificata si qualificano per la finale per il 3º posto; la vincente si laurea campione della Dynasty Cup.

## Squadre partecipanti
| Pr. | Squadra       | Data di qualificazione certa | Partecipante in quanto                                         | Partecipazioni precedenti al torneo | Ultima presenza |
| --- | ------------- | ---------------------------- | -------------------------------------------------------------- | ----------------------------------- | --------------- |
| 1   | Hong Kong     | -                            | Rappresentativa della nazione organizzatrice della fase finale | -                                   | Esordiente      |
| 2   | Cina          | -                            | Qualificata di diritto                                         | 2 (1990, 1992)                      | Cina 1992       |
| 3   | Corea del Sud | -                            | Qualificata di diritto                                         | 2 (1990, 1992)                      | Cina 1992       |
| 4   | Giappone      | -                            | Qualificata di diritto                                         | 2 (1990, 1992)                      | Cina 1992       |

Nella sezione "partecipazioni precedenti al torneo", le date in grassetto indicano che la nazione ha vinto quella edizione del torneo, mentre le date in corsivo indicano la nazione ospitante.

## Fase finale

### Girone unico

#### Classifica
| Pos | Squadra       | P.ti | G | V | N | P | GF | GS | DR |
| --- | ------------- | ---- | - | - | - | - | -- | -- | -- |
| 1   | Giappone      | 7    | 3 | 2 | 1 | 0 | 6  | 2  | +4 |
| 2   | Corea del Sud | 5    | 3 | 1 | 2 | 0 | 4  | 3  | +1 |
| 3   | Cina          | 2    | 3 | 0 | 2 | 1 | 1  | 2  | -1 |
| 4   | Hong Kong     | 1    | 3 | 0 | 1 | 2 | 2  | 6  | -4 |

#### Risultati
| Arbitro: | Jindamai |

|  |           |                                   |
|  | Marcatori | 42’, 78’ Kurosaki 70’ Hashiratani |

| So Kon Po 19 febbraio 1995 | Cina           | 0 – 0 | Corea del Sud | Hong Kong Stadium (24875 spett.)\| Arbitro: \| Nazri Abdullah \| |
| Arbitro:                   | Nazri Abdullah |       |               |                                                                  |

| Arbitro: | Wickeramatunge |

|               |           |              |
| Woo-young 67’ | Marcatori | 47’ Kurosaki |

| Arbitro: | Yaakub |

|              |           |              |
| Myung-bo 22’ | Marcatori | 89’ Yong-son |

| Arbitro: | Wickeramatunge |

|                         |           |          |
| Fujita 16’ Kurosaki 22’ | Marcatori | 55’ Feng |

| Arbitro: | Jindamai |

|                        |           |                                          |
| Greer 20’ Bredbury 64’ | Marcatori | 15’ Ki-hyung 39’ Jeong-woon 88’ Yong-soo |

### Finale per il 3º posto
| Arbitro: | Jindamai |

|                                |                      |                  |
| L. Santos 2’                   | Marcatori            | 32’ Bing         |
| Tempest Bredbury Tam L. Santos | Tiri di rigore 3 – 1 | Feng Qi Bing Yue |

### Finale per il 1º posto
| Arbitro: | Yaakub |

|                                            |                      |                                        |
| Fukuda 2’ Yamaguchi 87’                    | Marcatori            | 27’, 90’ Ki-hyung                      |
| Hashiratani Kitazawa Fukuda Moriyasu Ihara | Tiri di rigore 5 – 3 | Sang-cheol Yong-soo Ki-hyung Sung-yong |